# Liste de compositeurs iraniens
Cet article est une liste de compositeurs iraniens.

## Musique traditionnelle perse
- Hossein Alizadeh
- Abdolhossein Barazandeh
- Farhad Fakhreddini
- Madjid Khaladj
- Javad Maroufi
- Hamid Motebassem
- Faramarz Payvar
- Mohammad Reza Lotfi
- Mohammad Reza Shadjarian
- Mohammad Shams
- Ali Tadjvidi
- Mahmoud Zoufonoun
- Jalal Zolfonoun
- Parviz Yahaghi
- Farhang Sharif
- Aref Qazvini
- Parviz Meshkatian
- Kayhan Kalhor

## Musique classique occidentale
- Rouhollah Khaleghi (1906-1965)
- Parviz Mahmoud (1910-1996)
- Rouben Gregorian (1915-1991)
- Morteza Hannaneh (1923-1989)
- Fariborz Lachini (musiques de films, 1949-)
- Shahrdad Rouhani (principalement chef d'orchestre, 1954-)
- Mansoor Hosseini (1967-)
- Peyman Yazdanian (1968-)
- Karen Homayounfar (musiques de films, 1968-)
- Peyman Yazdanian (musiques de films, 1968-)

## Musique populaire
- Hassan Shamaizadeh
- Andranik Madadian